# Cúpula (botànica)

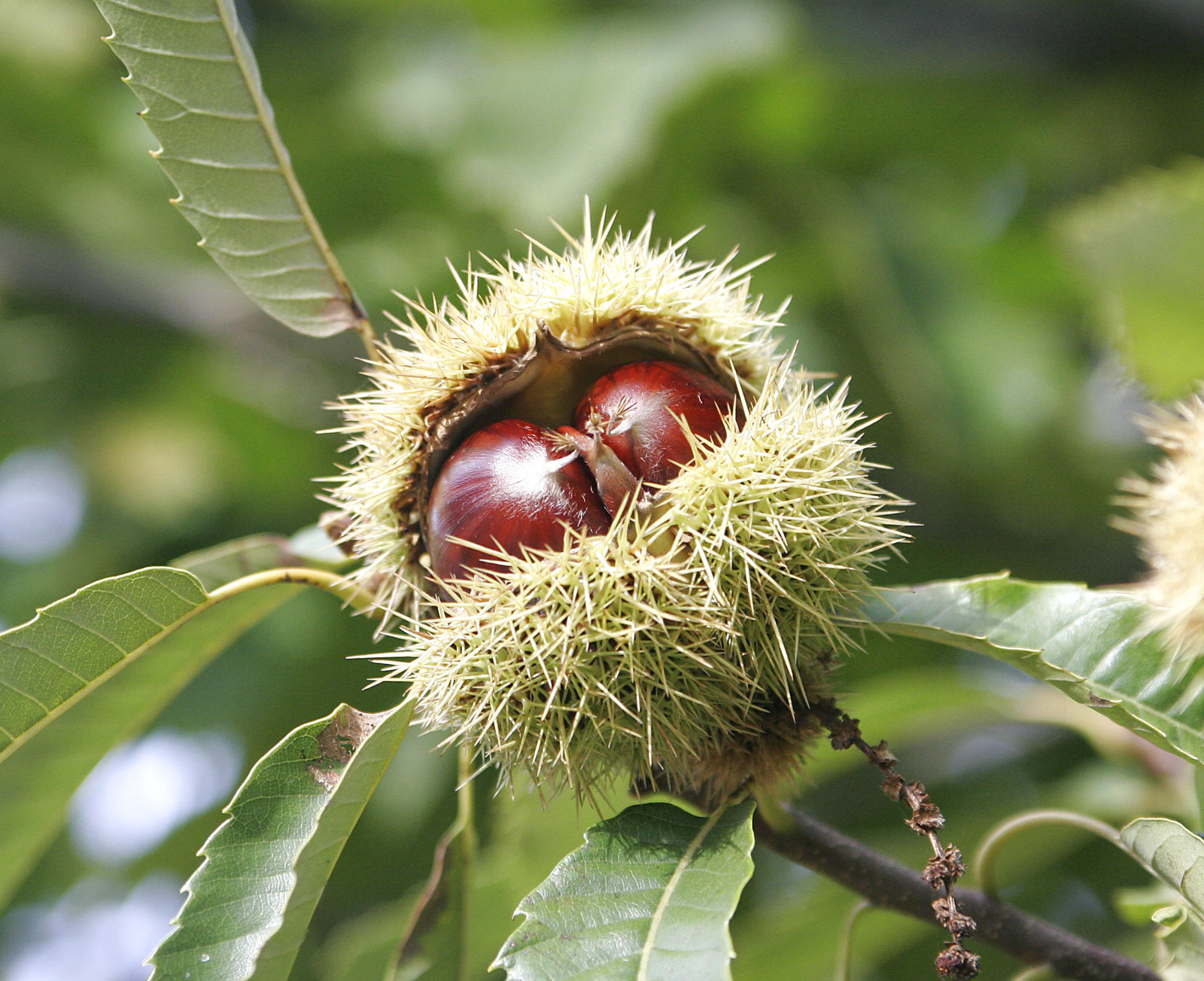
Cúpula del castanyer

S'anomena cúpula a l'involucre llenyós format per l'acrescència de les bràctees que protegeixen els fruits de les fagàcies. Alguns autors no ho consideren com una autèntica infructescència i només com un accessori en forma d'embolcall.